# Le Before du Grand Journal
Pour les articles homonymes, voir Le Grand Journal (homonymie).
Le Before du Grand Journal est une émission de télévision diffusée sur Canal+ du 16 septembre 2013 au 26 juin 2015.
Présentée par Thomas Thouroude, elle précède Le Grand Journal sur la grille des programmes de la chaîne.

## Concept
Diffusée du lundi au vendredi à 18 h 5, l'émission destinée aux 15-35 ans, est présentée comme un « tour d’actualité de la culture pop décalée » avec des sketchs de jeunes humoristes issus du net,.

## Intervenants
Présentation
- Thomas Thouroude

Chroniqueurs
- Nora Hamzawi
- Greg Frite
- PV Nova
- Camille Cottin
- Monsieur Poulpe
- les humoristes du Studio Bagel
- Kevin Razy
- Mister V
- Jean-Pascal Zadi

## Séquences et sketchs
- Le Dézapping du Before (par le Studio Bagel)
- Connasse (séquence de caméra cachée de Camille Cottin, au départ diffusée dans le Before puis transférée dans l'émission Le Grand Journal en janvier 2014)
- C Koi les Bayes ? (avec Jean-Pascal Zadi)
- Dans la Bouche...
- Le Mur du Before
- Le Complot (séquence parodiant les vidéos complotistes diffusées sur Internet)
- Le Oh-Oh de Nora (avec Nora Hamzawi)
- Street Workout (avec Kizo)
- Delphine Baril, Joffrey Verbruggen  et Alban Ivanov
- Les Gros Mots de Greg Frite
- PV Nova

## Audiences
Le 9 avril 2014, le before n'a réuni que 43 000 téléspectateurs et 0,4 % .
L'émission ne passera pas la barre des 100 000 téléspectateurs durant la saison 2013-2014. Malgré cela, la chaîne décida de diffuser une deuxième saison.
Le 17 juin 2014, l'émission ne rassemble que 19 000 téléspectateurs et 0,1% ce qui constitue la pire audience de l'émission depuis sa création.
Le 26 juin 2015, l'émission s'arrête définitivement avec une dernière émission appelée : La dernière du Before.